# Okinawa Arena
Die Okinawa Arena (jap. 沖縄アリーナ, Okinawa arīna) ist eine Mehrzweckhalle in der japanischen Stadt Okinawa, Präfektur Okinawa, auf der Insel Okinawa Hontō. Die Halle ist Teil des Koza Sports Park. Die Veranstaltungshalle mit bis zu 10.000 Sitzplätzen ist die Heimspielstätte des Basketballclubs Ryukyu Golden Kings aus der B.League. Neben dem Sport werden auch Konzerte, Ausstellungen und alle anderen Großveranstaltungen der Stadt in der Okinawa Arena ausgetragen.

## Geschichte
Am 12. Juli 2016 stellte Bürgermeister Sachiyo Kuwae den Masterplan für einen Neubau einer modernen Mehrzweckarena mit 10.000 Pläzten vor. Zuvor wurde Anfang des Jahres der Standort veröffentlicht. Westlich am Koza Sports Park angrenzend wurde die dortige Stierkampfarena ausgewählt, die 2017 abgerissen werden sollte. Die Eröffnung war für 2020 geplant.
Der symbolische Spatenstich der damals Okinawa City Multi-Purpose Arena benannten Veranstaltungshalle fand am 25. September 2018 statt. Zum Koza Sports Park gehören u. a. die Sporthalle Okinawa City Gymnasium (frühere Halle der Ryukyu Golden Kings), das Okinawa City Stadium (Spielstätte des Fußballvereins FC Ryūkyū), das Baseballstadion Koza Shinkin Stadium und die Baseball-Trainingshalle Koza Shinkin Dome.
2021 wurde der Neubau eröffnet. Die Arena ist für verschiedene Veranstaltungen ausgestattet. Zum Sport bieten sich 8500 Plätze (z. B. Basketball, Volleyball, Tennis oder Tischtennis). Je nach Konfiguration (Side Stage, End Stage oder Center Stage) stehen bei Konzerten 7000 bis 10.000 Plätze zur Verfügung. Die maximale Grundfläche des Innenraums liegt bei ca. 2600 m² inklusive der einschiebbaren Tribünen ist die Halle für große Ausstellungen, Firmenseminare, große Zeremonien und Partys mit bis zu 1000 Personen nutzbar.
Des Weiteren bieten sich 30 Suiten und vier Lounges, die darüber hinaus auch für Besprechungen, Partys, Seminare, Medienräume oder ähnliches genutzt werden können. In der zweiten Etage befindet sich ein Kinder- und Familienbereich. Unter der Hallendecke ist ein rechteckiger Videowürfel, mit 11 m Länge an der längsten Seite, aufgehängt. Zur Saison 2021/22 siedelten die Ryukyu Golden Kings in die neue Heimat um. Um die Halle stehen 700 Parkplätze bereit. Der Sportpark ist weniger als 30 km vom Flughafen Naha entfernt.
Die Okinawa Arena war eine von fünf Spielstätten der Basketball-Weltmeisterschaft 2023 im August/September des Jahres. Die WM wurde auf den Philippinen (drei Spielorte), in Indonesien (ein Spielort) und in Japan (ein Spielort) ausgetragen. Die Halle war mit 8500 Plätzen die kleinste Arena der Titelkämpfe. In Okinawa wurden u. a. die erste Runde mit den Gruppen E (Deutschland, Finnland, Australien und Gastgeber Japan) und F (Slowenien, Kap Verde, Georgien und Venezuela) ausgetragen. Hinzu kamen Partien der zweiten Runde und der Runde um die Plätze 17 bis 32.

## Spiele der Basketball-WM 2023 in Okinawa
Alle Zeiten sind in der mitteleuropäischen Sommerzeit angegeben.

### Erste Runde
- 25. Aug. 2023, 10:00 Uhr, Gruppe E:  Finnland –  Australien 72:98
- 25. Aug. 2023, 14:10 Uhr, Gruppe E:  Deutschland –  Japan 81:63
- 26. Aug. 2023, 10:00 Uhr, Gruppe F:  Kap Verde –  Georgien 60:85
- 26. Aug. 2023, 13:30 Uhr, Gruppe F:  Slowenien –  Venezuela 100:85
- 27. Aug. 2023, 10:30 Uhr, Gruppe E:  Australien –  Deutschland 82:85
- 27. Aug. 2023, 14:10 Uhr, Gruppe E:  Japan –  Finnland 98:88
- 28. Aug. 2023, 10:00 Uhr, Gruppe F:  Venezuela –  Kap Verde 75:81
- 28. Aug. 2023, 13:30 Uhr, Gruppe F:  Georgien –  Slowenien 67:88
- 29. Aug. 2023, 09:30 Uhr, Gruppe E:  Deutschland –  Finnland 101:75
- 29. Aug. 2023, 13:10 Uhr, Gruppe E:  Australien –  Japan 109:89
- 30. Aug. 2023, 10:00 Uhr, Gruppe F:  Georgien –  Venezuela 70:59
- 30. Aug. 2023, 13:30 Uhr, Gruppe F:  Slowenien –  Kap Verde 92:77

### Zweite Runde
- 01. Sep. 2023, 10:30 Uhr, Gruppe K:  Deutschland –  Georgien 100:73
- 01. Sep. 2023, 14:10 Uhr, Gruppe K:  Slowenien –  Australien 91:80
- 03. Sep. 2023, 09:30 Uhr, Gruppe K:  Australien –  Georgien 100:84
- 03. Sep. 2023, 13:10 Uhr, Gruppe K:  Deutschland –  Slowenien 100:71

### Runde um die Plätze 17 bis 32
- 31. Aug. 2023, 09:30 Uhr, Gruppe O:  Kap Verde –  Finnland 77:100
- 31. Aug. 2023, 13:10 Uhr, Gruppe O:  Japan –  Venezuela 86:77
- 02. Sep. 2023, 09:30 Uhr, Gruppe O:  Finnland –  Venezuela 90:75
- 02. Sep. 2023, 13:10 Uhr, Gruppe O:  Japan –  Kap Verde 80:71

## Galerie

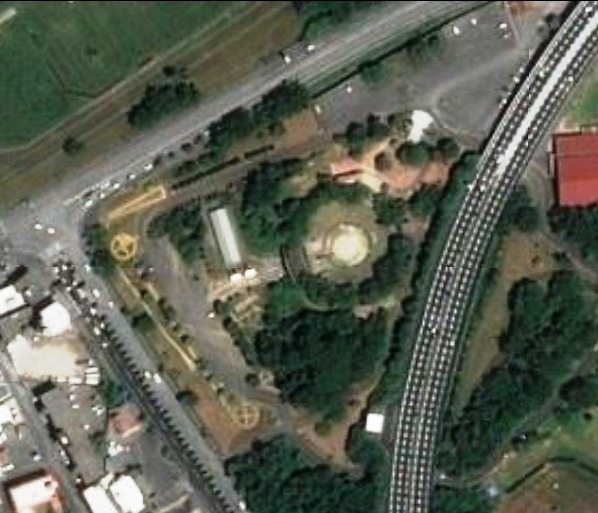
Der Standort der Arena vor der Bebauung
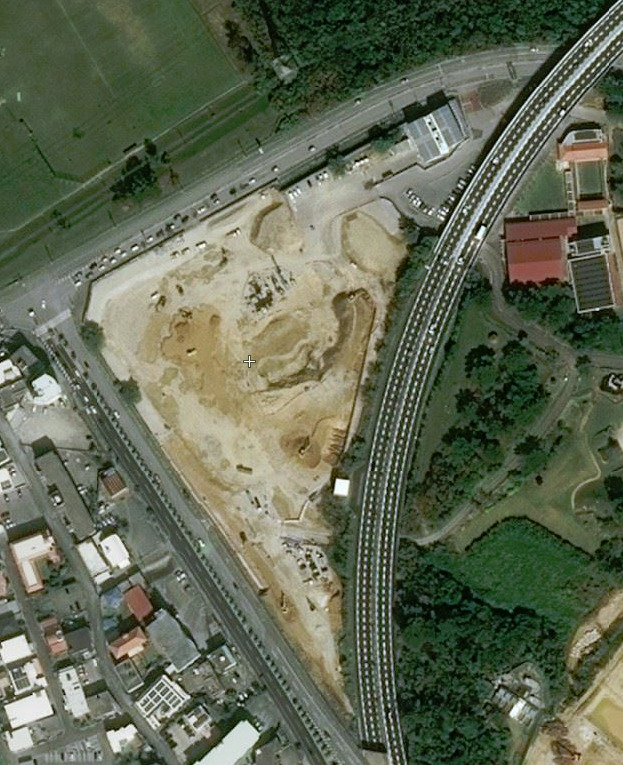
Das Grundstück in Vorbereitung auf den Bau